# Wahlkreis Vaasa
Der Wahlkreis Vaasa (Wahlkreis 10) ist einer von 13 finnischen Wahlkreisen für die Wahlen zum finnischen Parlament. Er besteht seit 1962 und umfasst die finnische Landschaften Südösterbotten, Mittelösterbotten und Österbotten. Bei den Parlamentswahlen stehen jedem Wahlkreis orientiert an der Einwohnerzahl eine bestimmte Anzahl von Mandaten im Parlament zu, dem Wahlkreis Vaasa derzeit 16 Sitze.